# Parafia Matki Bożej Częstochowskiej w Mościejewie
Parafia Matki Bożej Częstochowskiej w Mościejewie – parafia rzymskokatolicka, znajdująca się w archidiecezji poznańskiej, w dekanacie pniewskim.